# 拉紹德布勒勒
拉紹德布勒勒（法語：La Chaux-des-Breuleux，法語發音：[la ʃo de bʁœlø]）是瑞士汝拉州的一个市镇，位於該國西北部，面積4.05平方公里，海拔高度1,016米，2011年人口81，五成半人口信奉羅馬天主教，人口密度每平方公里20人。